# Augusto Ramos Soares

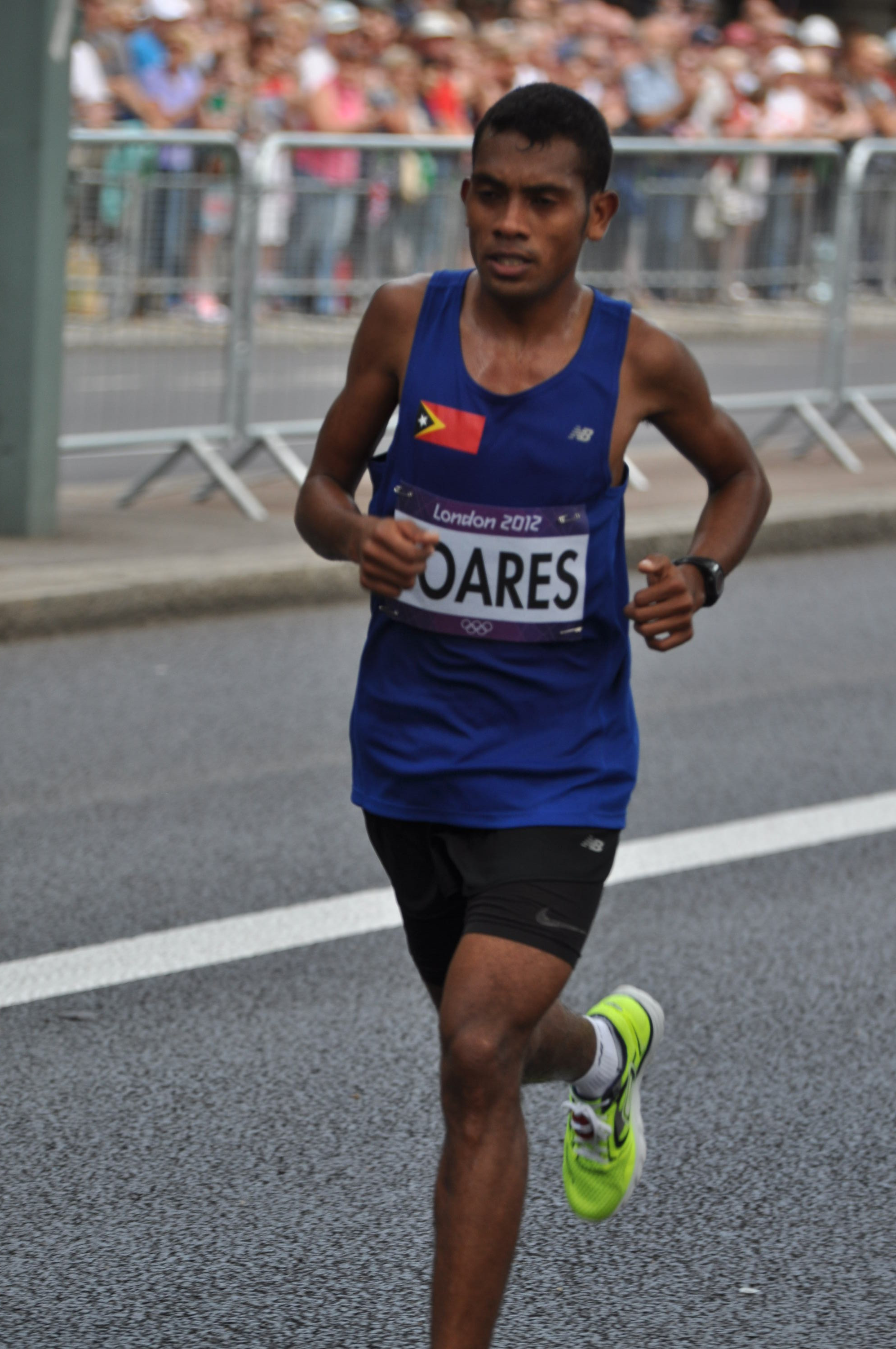
Augusto Soares bei der Olympiade in London 2012

Augusto Ramos Soares (* 22. August 1986 in Becae, Osttimor) ist ein Marathon- und Mittelstreckenläufer aus Osttimor.

## Hintergrund
Der 165 cm große Athlet lief beim ersten Dili-Marathon 2010 auf den zweiten Platz in 2:26:00 h. Im darauffolgenden Jahr wurde er nochmals Zweiter mit 2:31:54 h.
Beim Tokio-Marathon 2012 kam Soares nach 2:33:46 h ins Ziel.
Soares nimmt an den Olympischen Spielen 2012 in London teil und war der Fahnenträger bei der Eröffnungszeremonie. Er sollte bereits zu den Olympischen Spielen 2008 in Peking, reiste aber nicht an. In London war Soares der vorletzte Läufer, der das Ziel erreichte, mit einer Zeit von 2:45:09 h.
Bei den Olympischen Spielen 2016 in Rio de Janeiro startete Soares auf der 1500-Meter-Distanz. Mit 4:11,35 war er der langsamste Läufer, der das Ziel erreichte.

## Trainer
Für den Dili-Marathon 2013 am 22. Juni trainierte Soares der Olympiateilnehmer von 2000 Calisto da Costa.